# Liget
Liget es un pueblo ubicado en el distrito de Komló, en el condado de Baranya, Hungría.

## Superficie
Posee una superficie de 12,07 kilómetros cuadrados.

## Demografía
Hasta 2019 la población era de 390 habitantes, con una densidad de población de 32,31 habitantes por kilómetro cuadrado.